# Hermann Stephani
Hermann Stephani (* 23. Juni 1877 in Grimma; † 3. Dezember 1960 in Marburg) war ein deutscher Musikwissenschaftler und Hochschullehrer an der Philipps-Universität Marburg.

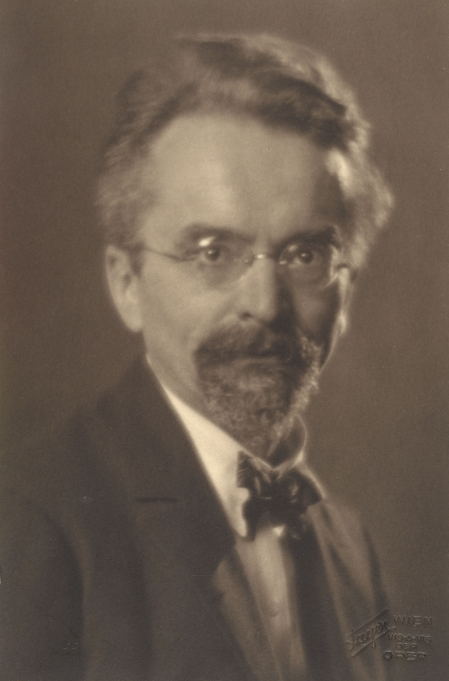
Aufnahme von Georg Fayer (1927)

## Leben
Stephani wurde 1902 an der Universität München im Fach Psychologie bei Theodor Lipps promoviert. Zuvor hatte er von 1899 bis 1901 am Leipziger Konservatorium bei Carl Reinecke, Salomon Jadassohn, Alois Reckendorf und Paul Homeyer Musiktheorie, Komposition, Klavier und Orgel studiert. Musik studierte er u. a. auch bei Felix Draeseke und wurde erster Leiter der „Felix-Draeseke-Gesellschaft“. Nach mehreren Positionen als Chor- und Orchesterdirigent ließ er sich 1906 als Organist und Kirchenmusikleiter in Eisleben nieder. 1921 wurde er als erster Hochschullehrer für Musikwissenschaft an die Universität Marburg berufen. Bereits am 12. November 1921 habilitierte er sich dort und hielt seine Antrittsvorlesung am selben Tag. Im Folgejahr gründete er das Collegium musicum (instrumentale), reorganisierte den Chor, wurde 1925 Direktor des von ihm neugegründeten „Musikwissenschaftlichen Seminars“, führte 1927 das Fach Musikwissenschaft als Hauptfach ein, wurde zum ao. Professor ernannt und bald zum Staatlichen Musikfachberater ernannt. Stephani blieb nichtbeamteter ao. Prof. bis 1942, als er 65 Jahre alt wurde, und lehrte von Mai 1942 bis Mai 1945 weiter mit einem Lehrauftrag.
Hermann Stephani war in erster Ehe verheiratet mit Elisabeth Snowdon. Aus der Ehe gingen die Kinder Heinrich (1904) und Ulrich (1906) hervor. 1914 heiratete Stephani in zweiter Ehe Lisa Kunze. Aus der Ehe gingen die Kinder Martin Stephani (1915–1983), Otfried (1917), Reinhart (1919) und Sunhild (1926) hervor. 
Stephani war Mitglied der Sängerschaft Hohenstaufen Marburg, die nach dem Zweiten Weltkrieg zur Sängerschaft Hasso-Salia Marburg fusionierte.

## Werk
Stephani war aktives Mitglied im Kampfbunds für deutsche Kultur von Alfred Rosenberg und unterzeichnete 1932 dessen Aufruf, nachdem er sich bereits vor 1926 gegen atonale Musik und gegen das Jüdische in der Kultur gewendet hatte. Er war Förderndes Mitglied der SS. Er gehörte dem NS-Lehrerbund an. Im November 1933 unterzeichnete er das Bekenntnis der deutschen Professoren zu Adolf Hitler. Am 1. Mai 1937 trat er der NSDAP bei, 1939 dem NS-Dozentenbund. Auch gehörte er dem Reichskolonialbund und der Deutschen Gesellschaft für Rassenhygiene an.
Gegenstand der Betrachtung war zum einen die „deutsche“ Musik von Bach bis Anton Bruckner, mit Vorlesungen zu Bach, Mozart oder Beethoven, zu Klassik und Romantik, zum deutschen Lied, zu Oper und Musikdrama. Zum anderen "NS-Gebrauchsmusik, Opus 60: Gebet für den Führer, Opus 64: Dem Führer, Opus 66: Sieg Heil."
„Meine beiden Amtsvorgänger [als Universitätsmusikdirektoren] Prof. Dr. h.c. Richard Barth und Prof. Dr. h.c. Gustav Jenner waren durch Brahms’ Fürsprache nach Marburg gekommen und hatten hier eine Hochburg der Brahmspflege errichtet. Ich begann sogleich mit einer betonten Bruckner-Pflege, bemühte mich um einen Brücken-Bau von Marburgs klassizistischer Grundhaltung zur damaligen Gegenwartsmusik und verankerte die Chortätigkeit in jährlich 4 Großaufführungen. Die letzte deutsche Matthäus=Passion vor dem Zusammenbruch erklang zu Marburg waährend [!] Fliegeralarms am 11. März 1945; mit ihr nahm ich Abschied von der mir lieb gewordenen Amtstätigkeit.“ (Aus dem Lebenslauf 1945)
Stephanis nachhaltige Bedeutung liegt vor allem in seiner Bearbeitung von Georg Friedrich Händels Oratorien. Dabei hat er ohne Zwang von außen versucht, deren jüdisch-alttestamentlichen Charakter zu entfernen. Für „Judas Makkabäus“, erstmals bearbeitet 1904 unter dem Titel „Judas Makkabäus. Oratorium in drei Akten von G. F. Händel“ (erschienen Leipzig: Kistner & Siegel; bis 1933 150 Aufführungen, darunter in den Vereinigten Staaten); ein zweites Mal bearbeitet 1939 unter dem Titel „Der Feldherr. Freiheits-Oratorium von G. F. Händel“ (erschienen Leipzig: Kistner & Siegel). Ebenso für „Jephta“, erstmals bearbeitet 1911 unter dem Titel „Jephta. Oratorium v. G. F. Händel“ (erschienen: Leipzig: Leuckart; bis 1941 insgesamt 150 Aufführungen); ein zweites Mal bearbeitet 1941 unter dem Titel „Das Opfer. Oratorium von G. F. Händel“ (erschienen Leipzig: Leuckart).

## Schriften
- Das Erhabene insonderheit in der Tonkunst und das Problem der Form im Musikalisch-Schönen und Erhabenen, Privatdruck 1903.
- Händels Judas Makkabäus. In: Die Musik 8 (1908), S. 2–7.
- Der Charakter der Tonarten, Regensburg: Gustav Bosse Verlag 1923.
- Grundfragen des Musikhörens, Leipzig 1926
- Zur Psychologie des musikalischen Hörens, Gustav Bosse, 1956